# Segelschule

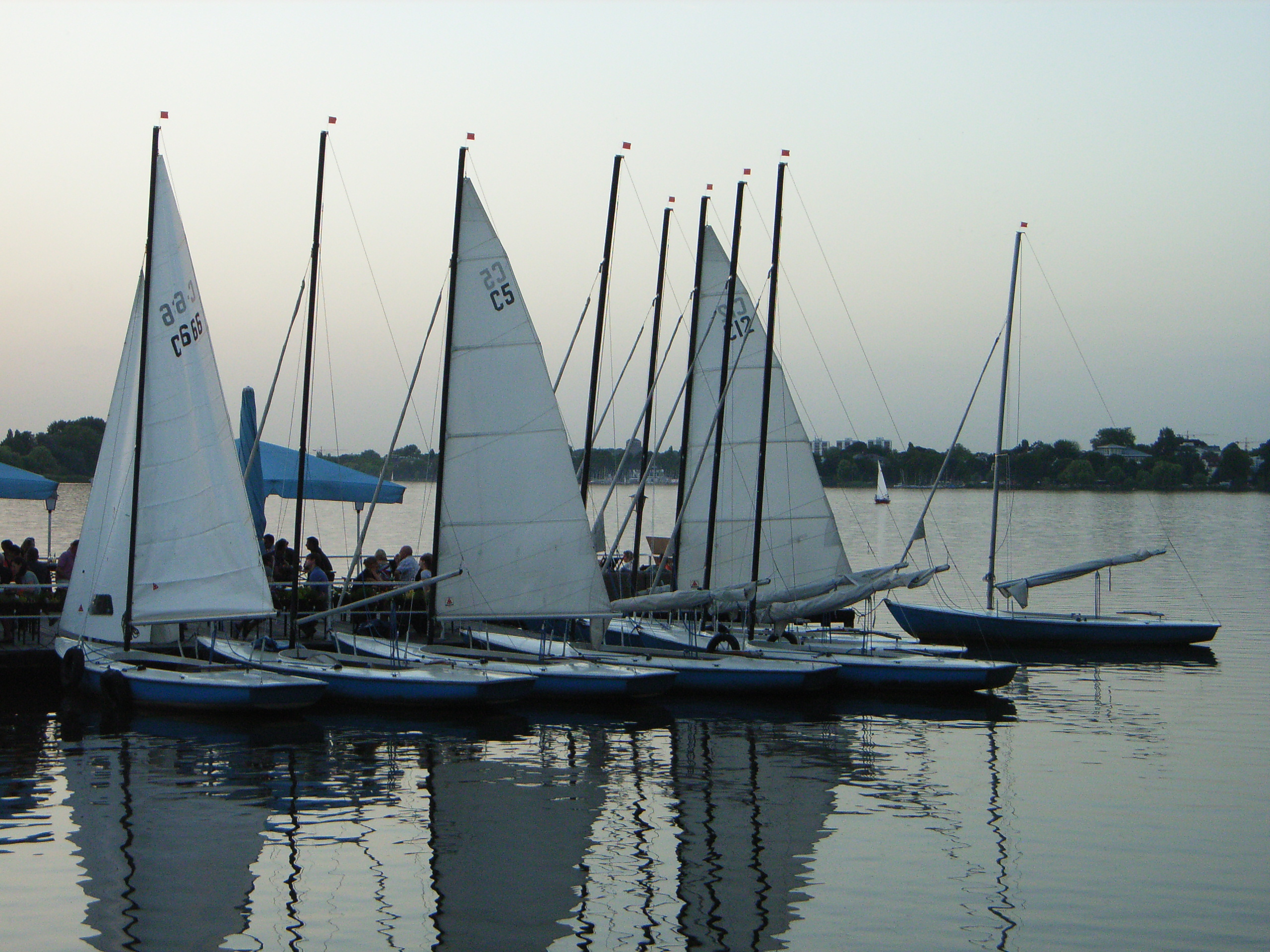
Schulungsjollen einer Segelschule auf der Alster

In einer Segelschule wird der Segelsport in Theorie und Praxis von Segellehrern unterrichtet.
Dies kann sowohl in Segelschulen, als auch in Segelclubs oder Segelvereinen geschehen. Die Theorieausbildung umfasst je nach Zielsetzung unter anderem die Seemannschaft, Knotenkunde, Navigation und Ausweichregeln. Die praktische Ausbildung umfasst vor allem Manöver, Umgang mit Seekarten, Handhabung von Ankern und die Seemannschaft (beispielsweise Knotenkunde, Kommandos an Deck).
Die praktische Ausbildung erfolgt oft auf besonderen Schulungsbooten.
Die häufigsten Ziele der Segelschüler sind der Erwerb eines Segelscheins, eines Sportbootführerscheins oder das Vertrautmachen mit dem Segeln.